# Forschungsinformation
Forschungsinformationen sind Metadaten über Forschungsaktivitäten, Forschergruppen und Forschungsdaten. Sie werden in Forschungsinformationssystemen (FIS) verzeichnet. Im Zuge der Entwicklung von Open Research Information wird ihre Verfügbarkeit zur Nachnutzung vorangetrieben, unter anderem mit Hilfe der Barcelona Declaration on Research Information.
Bei diesen Daten handelt es sich beispielsweise um Beschreibungen von Forschungsprojekten, Forschenden, Organisationen, Publikationen, Software oder Konferenzen. Die Daten werden unter anderem dazu verwendet, Forschende, Forschungsförderer, die Politik und auch die Öffentlichkeit über Ergebnisse und Auswirkung von Forschung zu informieren. Auch dienen sie zur Forschungsevaluierung und als Basis evidenzbasierter Wissenschaftspolitik.